# Faro del Castillo del Morro
El Faro del Castillo del Morro es un faro situado en la ciudad de La Habana, la capital de la mayor de las antillas, la isla de Cuba. 

## Historia
Fue construido en época de la capitanía general de Cuba en 1845 en las murallas del castillo de los Tres Reyes del Morro, la fortaleza que resguarda el puerto de La Habana. Se le incorporaron los avances técnicos más importantes de su época al montarse con una lámpara giratoria de dieciséis lámparas exhibida en la Exposición Internacional de París de 1844 y lograba un alcance de treinta y tres kilómetros. 

## Descripción
El faro tiene una altura de 25 metros (82 pies), una altura focal de 44 metros (144 pies) y muestra dos destellos blancos cada 15 segundos.